# Altaiet
Het mineraal altaiet is een lood-telluride met de chemische formule PbTe. Het wordt ook wel, analoog aan de samenstelling, telluurlood genoemd.  Volgens de chemische nomenclatuurregels zou de verbinding lood(II)telluride genoemd moeten worden.

## Naamgeving en ontdekking
De naam is afkomstig van de oorspronkelijke vindplaats: het Altajgebergte in Centraal-Azië. Het mineraal werd in 1845 ontdekt.

## Eigenschappen
Het tinwitte tot gelige altaiet heeft een kubisch kristalstelsel. Het komt voor als massieve, euhedrale kristallen. De kubische splijting is perfect en het breukvlak vrijwel schelpvormig (conchoïdaal). De hardheid is 2,5 tot 3 op de schaal van Mohs en de relatieve dichtheid bedraagt 8,16 g/cm³.
Het mineraal is noch magnetisch, noch radioactief.

## Ontstaan en herkomst
Altaiet komt voor in aders met gedegen goud, telluur, andere telluriden en sulfiden, kwarts en dergelijke meer. Het is economisch meestal niet van belang, daar het in de regel slechts in geringe hoeveelheden voorkomt.
Het mineraal wordt op enkele plaatsen ter wereld gevonden:
- Zyrianovsk (Kazachstan)
- Price County in Wisconsin (Verenigde Staten)
- Moctezuma (Mexico)
- Coquimbo (Chili)